# 鈴木善幸
鈴木 善幸（すずき ぜんこう、1911年〈明治44年〉1月11日 - 2004年〈平成16年〉7月19日）は、日本の政治家。位階は正二位。勲等は大勲位。
郵政大臣（第15代）、内閣官房長官（第26代）、厚生大臣（第42代）、自由民主党総務会長（第15・17・23代）、農林大臣（第48代）、自由民主党総裁（第10代）、内閣総理大臣（第70代）などを歴任した。

## 生涯

### 前半生
岩手県下閉伊郡山田町で、アワビ、スルメ漁、水産加工業を営む網元の家に生まれた。鈴木家は屋号「黒米屋」と呼ばれる米屋も兼ねていた。父の善五郎は日露戦争に従軍した際の戦傷で漁に出られなくなったこともあり、男手の無かった妻・ヒサの実家の商売を切り盛りしていた。岩手県立水産学校（現・岩手県立宮古水産高等学校）を経て水産講習所（現・東京海洋大学）に入学。肋膜炎を患い1年休学し実家での療養中に昭和三陸地震・津波に遭遇し、地元における被害の大きさを目の当たりにしたことが、後に政治家を志すきっかけとなる。
学生時代に弁論大会で網元制度の前近代性に疑問を投げかける主張を行ったことがあり、就職時に思想傾向を理由に不採用になったこともある（共産主義思想とみなされた）。
水産講習所卒業後、日本水産界の総帥と言われた大日本水産会会長の伊谷以知二郎の秘書となり、全国漁業組合連合会、岩手県漁業組合連合会に勤務したのち、中央水産業会企画部次長を務めた。太平洋戦争中の1944年（昭和19年）には秋田県の歩兵連隊に赤紙召集され3ヶ月の訓練を受けるも、分隊長の「君は水産物の供出とか集荷とか、水産の大事な仕事をしていたようだから軍隊よりそちらで働く方がお国のためになる」という計らいにより、召集を解除され元の役職に復帰する。

#### 議員としての活動
1947年（昭和22年）に日本社会党から第23回衆議院議員総選挙に出馬、初当選。水産常任委員会の委員として、水産庁の設置をはじめ漁業法や水産業協同組合法の成立など戦後の水産政策に大きな役割を果たす。のち、社会革新党に移る。カスリーン台風、アイオン台風襲来により地元が大きな被害を受け、復興のため奔走するも弱小政党である社会革新党の議員ゆえに何も成果を残せない現実に幻滅。次期総選挙への不出馬を表明した。
一方で、支持者からは鈴木の与党移籍を求める声が高まり、同郷の先輩代議士・小沢佐重喜の引き合いで吉田茂率いる民主自由党に移り、以後保守政治家となる。保守合同後は池田勇人の宏池会に所属。池田に側近として可愛がられたこともあり、その後は順調に政界での地位をのぼりつめる。
1960年第1次池田内閣の郵政大臣として初入閣。第3次池田改造内閣では内閣官房長官に就任。池田の病気による首相退任を受けた第1次佐藤内閣では、前内閣のメンバーを留任させる中、鈴木は池田に殉じる思いから、佐藤による慰留を固辞し、退任した（後任には佐藤派の橋本登美三郎が就任）。。その後、第1次佐藤第1次改造内閣では官房長官退任となった代わりに厚生大臣に就任した。
その後、福田赳夫内閣で農林大臣などを歴任。党総務会長を10期務めるなど、裏方で力を発揮する調整型の政治家とみなされていた。『三木おろし』では大平派（宏池会）の参謀として、福田派の園田直、田中派の二階堂進らと共に挙党体制確立協議会（挙党協）を主導する。三木武夫の退陣後の『大福密約』でも大平派の大番頭としてこれを取りまとめる。
1978年総裁選では大平派の選挙戦を指揮し、田中派と連携して大平正芳を総理総裁に押し上げる。この論功行賞として自民党幹事長に起用されかけたが、田中角栄・二階堂進と関係が近すぎるとして福田派など反主流派が反発し、取りやめになっている（斎藤邦吉が就任）。
これらの間、自民党総務会長、鉄建審会長として地元の鉄道網、漁港、港湾、道路の整備に影響力を発揮した。盟友の田中角栄と組み、後の三陸鉄道の前身となる国鉄宮古線・久慈線・盛線の開通を進め、また県内の選挙戦勝利の見返りとして国立岩手山青年の家の設置を佐藤栄作首相に働きかけたり、岩手と秋田を結ぶ仙岩トンネル（仙岩道路）の建設、国民休暇村の雫石町への誘致、地元選挙区の岩手県田老町（現・宮古市）にはグリーンピアを建設したり、実施第一次計画では仙台駅までの予定であった東北新幹線を、地元の盛岡駅まで延伸させるよう強い圧力をかけたとされる。さらには、東北自動車道、三陸縦貫自動車道の整備にも影響力を行使するなど、利益誘導による地元還元をする政治家としての側面も存在した。

### 大平内閣期
自民党総務会長として、日中国交正常化後3度訪中し当時の中国の最高指導者であった鄧小平とも会談しており、第1次大平内閣の1979年5月の会談では尖閣諸島の領有権問題の棚上げと、日中両国による海底資源の共同開発の提案があったという。改革開放論者であった鄧はさらに鈴木に、日本からの政府借款を受け入れたいという旨と、土地を提供するから共同で中国国内に兵器工場を作りましょうという話を持ち出してきた。鈴木は「これには正直言って驚いた。日本としては対米関係などを考えると大変なことで、出来るわけはない。私は、日本は日本国憲法の趣旨から言って諸外国とそういう面での共同の仕事は基本的に出来ないし、考えてない、と即座に断った」「この話は単なる外交上の駆け引きとして出してきたという印象ではなかった。真剣だった。今思うに当時、中国としても軍備の近代化を考えていたんだろう。（中略）日中共同の兵器工場建設の提案を断った代わりに、円借款の件は約束通り実行した。」と語っている。

### 大平首相の急死と総理・総裁就任
1980年（昭和55年）5月、社会党提出の大平内閣不信任案の採決が行われた。多数の自民党反主流派議員が欠席したため、不信任案は可決された。これに対抗して大平は衆議院を解散（ハプニング解散）した。しかし大平は選挙中に死亡、選挙は自民の圧勝となった。選挙後にポスト大平を選出することになったが、田中派は依然として総裁を出しにくく、不信任を誘発した福田派・三木派もその点は同様だった。中曽根康弘は本命の一人だったが、まだキングメーカー田中角栄の信頼を勝ち得ていなかった。そこで引き続き宏池会からの総裁選出の流れとなったが、首相臨時代理を務めていた伊東正義は本人が消極的で、やがて派閥を継承することが有力だった宮澤喜一は田中に好かれておらず、また生前の大平と必ずしも関係が良好でなかったこともマイナスに働いた。そこで宏池会で田中と近く、また大平政権を支えた鈴木が自然と浮上した。形式的には自由民主党副総裁の西村英一が次期総裁に鈴木善幸を指名したことで、鈴木が総理総裁に就任した（西村裁定）。なお、日本社会党在籍経験のある内閣総理大臣としては、片山哲以来であり、社会党在籍経験のある唯一の自民党総裁である。
首相に選出された際、海外での知名度不足からアメリカのメディアに「ゼンコー フー?（Zenko who?）」と言われた。明治生まれとしては、最後の内閣総理大臣であった。

### 鈴木政権

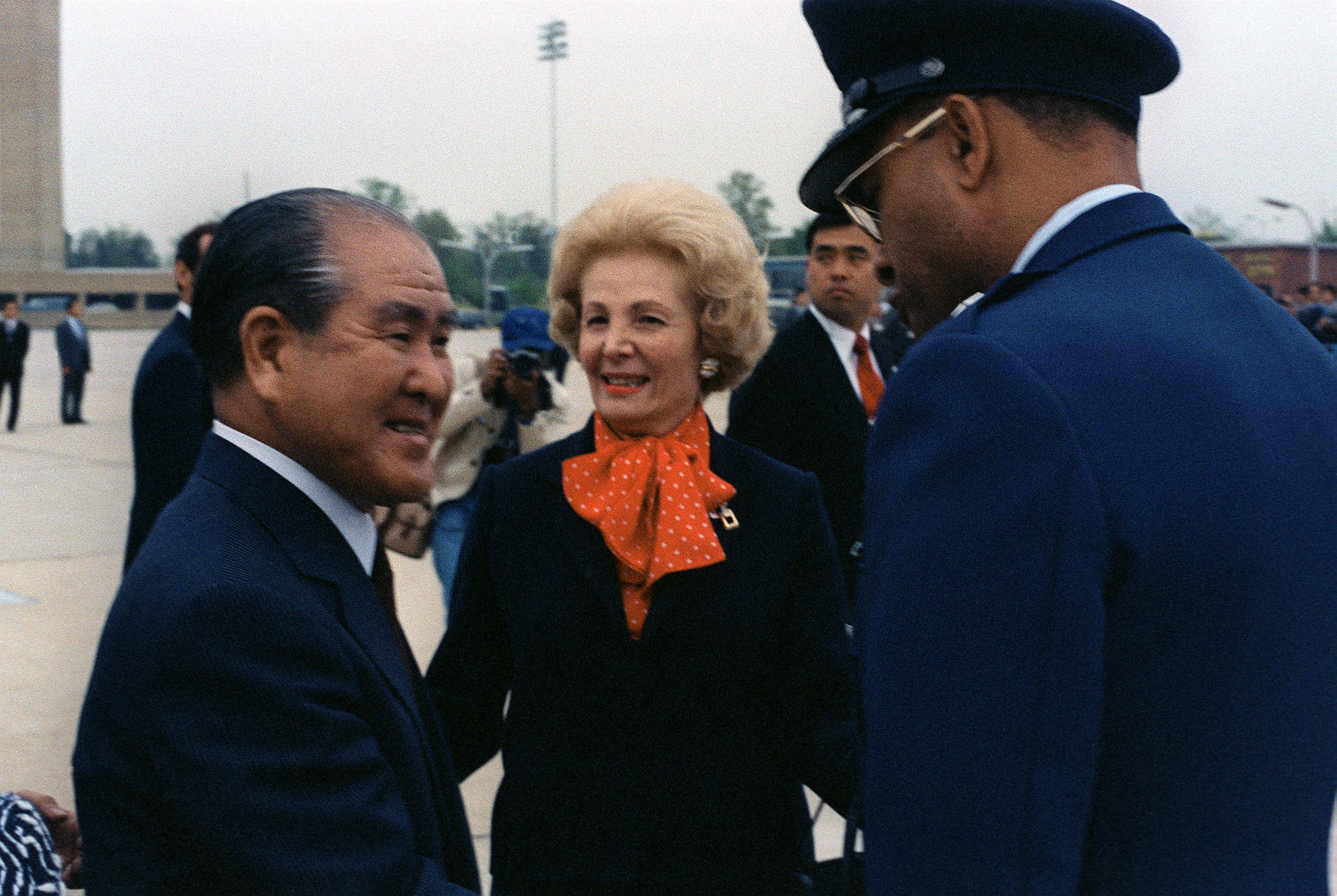
1981年5月6日、アンドルーズ空軍基地にて

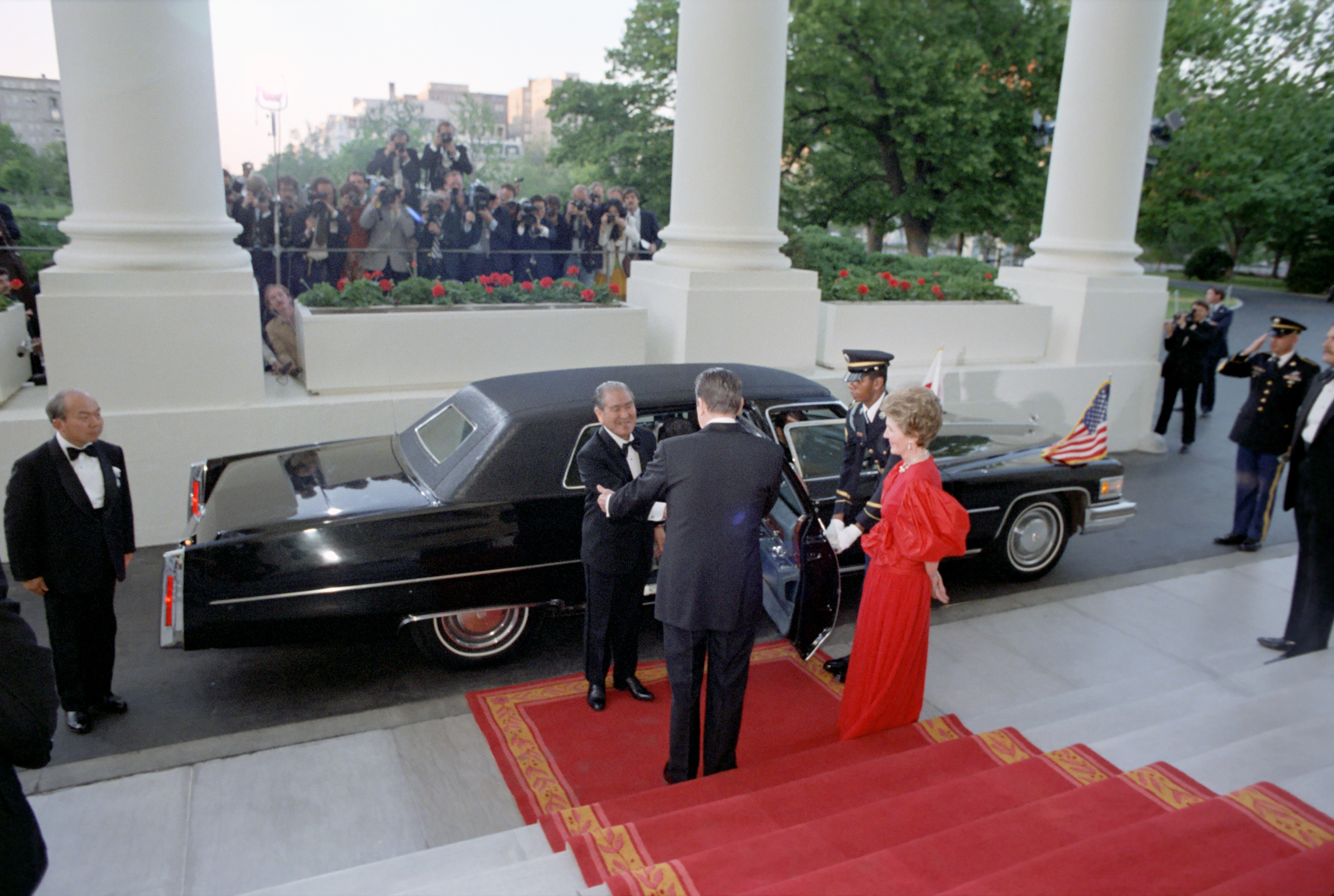
1981年5月7日、ホワイトハウスにてアメリカ合衆国大統領ロナルド・レーガン（中央）と

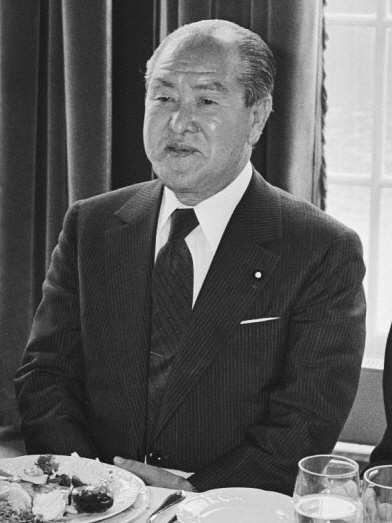
1981年6月18日、オランダにて

自民党ではハプニング解散まで引き起こした党内抗争を倦む空気が強かったこともあり、「和の政治」をスローガンに掲げた。財政収支が悪化していた国庫財政を立て直すため、財政改革では1984年（昭和59年）までの赤字国債脱却を目標としながら増税論を抑えつつ無駄な支出を削減するという方針を示し「増税なき財政再建」を掲げた。第二次臨時行政調査会（会長土光敏夫）を発足させ、伴食大臣にみなされがちな行政管理庁長官に「ポスト鈴木」に意欲を燃やしていた中曽根康弘を充てる、反主流派からも河本敏夫・中川一郎を中曽根と釣り合うポストで処遇、宏池会からも官房長官に政策通の宮澤喜一を起用し伊東正義・田中六助・斎藤邦吉など有力議員を入閣させる、など人事調整も巧みであった。様々な派閥及び族議員による支出要求に揉まれる中で鈴木は持ち前の絶妙なバランスを生かしながら主流派離脱を抑えながら少しずつ支出の削減を進め、最終的には全派閥を主流派入りさせた上で反執行派閥という存在を事実上無くし、自民党内で究極の「和の政治」を実現した。行政改革方針は後の中曽根行革への道筋を付けることになったが、「和の政治」からの昇華以上に、中曽根行革では新自由主義に邁進することになる。
金権選挙の問題があった参議院の全国区選挙については拘束名簿式比例代表制に改めた。また現職の内閣総理大臣として初めて北方領土と、復帰後の沖縄を視察した。また財政難から月例給の4.58%給与引き上げの人事院勧告の実施を見送り、国家公務員の60歳定年制を導入した。

#### 鈴木行革
鈴木内閣発足時、国債残高が82兆円まで達しており財政再建は目下の課題であった。1981年3月、土光敏夫を会長とする第二次臨時行政調査会が発足する。鈴木は「昭和57年度予算編成への具体的改革案を今夏までに求める」と臨調に要請し、また日本商工会議所の総会において行政改革に「政治生命をかける」と発言し並々ならぬ意欲を見せた。鈴木の意向を受けた大蔵省では前年度予算からの伸び率をゼロにする、ゼロシーリングが正式に決定された。7月には第二臨調が医療の適正化や行政の合理化を唱えた一次答申を示し、臨調の答申を最大限尊重し実施することが閣議決定された。鈴木はまとめられる省庁の歳出削減事項を一本化した法律にまとめて成立させる方向で、行革関連特例法として10月には衆議院で11月には参議院を通過して成立した。こうした中成立した昭和57年度予算は稀にみる抑制予算となった。
翌昭和58年度予算は原則5%のマイナスシーリングの導入と、臨調の第三次答申の尊重と実施を図ることが閣議決定されたが、世界同時不況の渦中に日本経済が巻き込まれ5~6兆円の税収不足の恐れが出てきたため、1984年（昭和59年）までの赤字国債脱却が困難な状況に直面した。1982年9月16日には「財政非常事態宣言」と言われるテレビ演説を行い、更に徹底した歳出削減と赤字国債の増発で「未曽有の困難」を乗り切る必要があると訴えている。その翌月の10月には鈴木は退陣するものの、鈴木が敷いた行革への方針は続く第1次中曽根内閣へと引き継がれていく。

#### 総合安全保障
デタントの時代が終焉し米ソ冷戦が激しくなる中で鈴木は、「わが国は平和憲法のもと、非核三原則を国是とし、シビリアンコントロールのもとに専守防衛に徹した施策をとっており、近隣諸国に脅威を与えるような軍事大国になる考えは毛頭持っておりません」「わが国に対する核の脅威や攻撃に対しては、米国との安全保障体制に基づき、米国の核の抑止力に依存するとともに、これを抑止することが最も賢明な道と考えるものでございます。政府としては、このような考え方を変える考えは持っておりません。」と、米国の核の傘の下で専守防衛の原則を貫き、防衛計画の大綱に基づく着実な防衛力の整備を示した。鈴木はロナルド・レーガン大統領との会談で専守防衛の日本の防衛政策を「吼えるライオンより、賢いハリネズミでありたい」と表現している。また大平政権のブレーンであった高坂正堯らの唱えた『総合安全保障』の概念を導入し、軍事力のみに頼らない経済や外交を含めた総合的な安全保障体制を目指すとして、1980年12月、国防会議とは別の組織として内閣に総合安全保障関係閣僚会議を設置した。

#### 日米『同盟関係』問題
元々社会党から政界入りしたこともありハト派スタンスだったが、外交や安全保障面での経験が乏しいまま総理になったため、しばしば躓きを見せた。1981年（昭和56年）5月7・8日のレーガン大統領との会談後の共同声明では、日本の公式文書では初めて『同盟関係』という文言が記されたことから、新たな軍事的密約を懸念したマスコミ側から記者会見の場で「今度は同盟関係ということが初めて謳われたが何か軍事的に変わったことがあるか」と、質問がなされた。鈴木は「自由と民主主義、自由市場の経済体制という価値観では日米は全く同じだ。これを守っていこうという立場を含めて同盟関係といっている。軍事的意味合いは持っていない。日本は、平和憲法のもとに、自衛のための防衛力しか持てない。専守防衛に徹する。軍事大国にはならないという点をはっきりさせているので、軍事同盟ということは全然、共同声明の中にも入っていない。」と発言。
鈴木の帰国後、国会などで、『同盟』は軍事同盟を意味し個別自衛権から集団的自衛権への逸脱ではないかと問う声が共産党や社会党から起こり、5月11日の外務委員会において伊東正義外相は社会党の土井たか子の「日米軍事同盟、安保条約という意味を含んだ同盟ということを認識せざるを得ない」という質問に対し、
「軍事的な何らかの関係のあるものを同盟というような言葉を使うのだということであれば、片務的とはいえ安保条約というのは軍事的に関係がありますから、同盟と使ってもいいと私は思うのでございまして」
「軍事というのを日本で考えますと憲法でも制約があるわけでございまして、日本は日本を守ることしかできないのだというのはもうはっきりしているわけでありますから、それ以上広げて軍事同盟なんということはできない、日本は軍事的には個別自衛権しかないのだということはもうはっきりしていることでございます。さっきから土井先生と私がやりとりしております片務的な安保条約、それが軍事的な同盟のようなものじゃないかと言われれば、安保条約を結んだときからこれはあるわけでありますから、それは何も否定しませんが、広い意味ではこれはそういうことも入った軍事関係だということを先ほどから申し上げているわけでございまして」
などと発言。日米安全保障条約や同盟の解釈を巡り、軍事的意味はないとする鈴木の発言との相違が問題視された。また高島益郎外務事務次官も「軍事的な関係、安全保障を含まない同盟はナンセンス」と鈴木を批判。また鈴木も共同声明文が有馬龍夫ら外務省の事務側で一方的に作成され、自身の意向が全く反映されていないことに対し強い不満を示した。外務省内では米側の反応も受けて緊急の協議が行われ、13日、日本政府は統一見解を発表し、『同盟には軍事的側面はあるものの新たな軍事的意味を持つものではない』として鈴木の発言を事実上修正した。
政府見解を受けた14日の外務委員会では伊東外相も、「日本とアメリカの間には日米安保条約がありますことは、これはもう厳然たる事実でございますので、そういうことを前提にしておりますことが中に入っているということは、これはもう間違いない、だれもが否定することではないわけでございます。そういう関係を同盟関係と、広い関係を同盟関係という言葉で表明したわけでございまして、そういう言葉を使ったから、何か日米関係の中に新しい枠組みをつくって、そしてそれが従来の枠組みを変えて、新しい枠組みをつくって新しい軍事的意味を持たせる、そういうような意味でこの言葉を使ったのではなく、安保条約の五条関係は憲法からしても個別自衛権であることは間違いないのであり、これを集団自衛権とかそういうものに直していこうとか、そういう意図は毛頭ない」と説明するも、翌15日の閣議では中川一郎・渡辺美智雄・鯨岡兵輔ら閣僚から外務省側の対応に批判の声が上がり、翌16日、責任を取る形で伊東外相・高島次官の両名とも辞表を提出し、事務次官は慰留を受けたものの外相は辞任する。この問題では、鈴木は同盟の解釈について「新たな軍事的意味を持つものではない」「米国の対ソ軍事戦略に巻き込まれるものではない」「わが国が集団的自衛権の行使を前提とするような軍事的な役割りを分担するといったようなことを意味するようなものでは全くない」「安保条約が日米双方による集団的自衛権の行使を前提とする条約に該当しないことは明らかであり、日米双方とも、安保条約の性格をいかなる意味でも変える考えのないことは一致しているところである」などと、軍事同盟を否定する考えを一貫して示した。

#### ライシャワー発言への対応
1981年5月18日、毎日新聞朝刊に元駐日アメリカ合衆国大使エドウィン・O・ライシャワーが、古森義久（当時毎日新聞記者）に対して語った「非核三原則の規定する持ち込みとは陸揚げを指し、核兵器を搭載した艦船の寄港は含まない」「日米間の了解の下で、アメリカ海軍の艦船が核兵器を積んだまま日本の基地に寄港していた」「これについては日米安保条約の規定する"事前協議"の対象とならないことを日本側も了解していた」との発言が報道され、「非核三原則」違反を大使まで務めた外交官が認めたとして日本国内で騒動になった。「国防情報センター」のジーン・ロバート・ラロック所長（元海軍少将）による「核兵器搭載艦船は日本寄港の際にわざわざ兵器を降ろしたりしない」の「ラロック証言」と並び有名な「ライシャワー発言」であり、「日米核持ち込み問題」の一つである。20日、園田直外相はマイケル・マンスフィールド駐日大使と会談。ラロック証言を否定したロバート・スティーヴン・インガーソル国務長官代理による米政府見解を確認しライシャワー発言を否定したが、同20日、鈴木は日本記者クラブの昼食会で「日本政府は核の持ち込みについて一貫して航空機であろうと艦船であろうと事前協議の対象となる、という立場を堅持している」と言明したうえで、「事前協議は現実的に対処する。事前協議は予見できるものではなくイエスもノーもある」と協議次第では核持ち込みを許容するかの発言をし、問題となる。後、官邸で宮澤官房長官らと協議し自身の発言を否定する。日米同盟問題もあり国会では社会党から「鈴木・レーガン共同声明による日米同盟なるものが、実は、対ソ同時多発報復戦略に基づく核同盟にほかならない」などと、厳しく追及され対応に追われることとなった。

#### シーレーン防衛
元海上幕僚長の中村悌次は日本の防衛すべき範囲として東京とグアムおよび大阪とバシー海峡をそれぞれ結ぶ2本のライン（中村ライン）を提示した。この概念を元にワシントンD.C.訪問中の鈴木は「シーレーン海上交通路につきましては約1000海里、1000マイル、こういうものを憲法の了承とも照らし合わせまして、我が国自衛の範囲内としてそれを守っていく、と」と発言。翌1982年（昭和57年）3月には来日したキャスパー・ワインバーガー国防長官の「日本の防衛力は憲法の範囲内ですら不十分だ。いろいろ難しいのは分かるが日本の空とシーレーンの防衛は実質的な改善を要求する。」と発言があり、ソ連の軍事力増強とアフガニスタン紛争への介入などで米ソ関係が緊張する中で日本の防衛力強化への圧力が高まり、P-3CやF-15Jの本格配備を想定した56中業が、1982年7月の国防会議で了承された。鈴木のシーレーン防衛の発言はアメリカの国防報告（1985年度版）において、『日本の領域の防衛、その空域と1000マイルまで外のそのシーレーンが日本の憲法のもとに合法的で、実際、その国家政策であると彼が1981年5月に述べたとき、鈴木首相は日本の役割と任務のためにゴールを明確に述べた。』と肯定的に記されることとなる
。一方で米側から日本に対し武器技術の供与を求められた際は「武器が売れるといいなと思うような産業界の人をつくりたくない」という思いから、要請を拒否した。

#### 園田外相による共同声明否定発言
1981年6月12日、ホノルルで日米安保事務レベル協議が開催され、米側から日本に対し、防衛計画の大綱の見直しと、1000海里シーレーンの防空・戦闘継続能力二ヶ月以上との要求がなされた。6月19日、マニラでのASEAN拡大外相会議でヘイグ米国務長官と会談した園田直外相は米側の過大な要求に対し、財政状況などから困難であるとの旨を伝えた。翌20日、ホテルの自室に集まった記者に日米間の相違について問われた園田は、先の鈴木・レーガン共同声明を「声明には鈴木総理の意思が反映されていない。声明は条約・協定・覚書とは異なる。外交上の拘束力はない。」などと発言し、新聞などで報じられ大きな問題となる。園田は緊急の記者会見を開き釈明したものの、アメリカからの対日信用を落とす形となった。日米同盟問題、非核三原則問題などと合わせ、鈴木・園田コンビが対米外交で失点を重ねたことは小室直樹など評論家から厳しく批判された。

#### 第一次教科書問題
1982年6月に起きた第一次教科書問題に直面した際には、中国と韓国からの反発を受け、近隣諸国条項を定めた。

#### 中曽根政権へ
首相就任以来、一部マスコミからは角影内閣、暗愚の宰相と揶揄されていた。
伊東の後任で外相に就いた園田直の日米同盟関係見直し姿勢もあって対米関係が著しく悪化したため、岸信介らの親米派により倒閣の動きが起こっていたが、党内事情では総理総裁の地位を脅かすまでには至らず、1982年（昭和57年）の総裁選で再選されれば長期政権も視野に入っていたが、1982年（昭和57年）10月に至って突然総裁選不出馬を表明。直前まで鈴木の出馬を前提に、対抗馬の情報を盛んに報じていたメディアにとっても「寝耳に水」の事態であった。中曽根は1982年秋に渡邉恒雄に電話で「首相が中国から帰ったら政権を禅譲してくれそうだ」と言っていた。10月12日の退陣会見では「自分が総裁の座を競いながら党内融和を説いても、どうも説得力がないのではないか。この際、退陣を明らかにして人身を一新して、新総裁のもとに党風の刷新を図りたい。真の挙党体制を作りたい」と述べたが、不出馬の背景についてはそれほど明確に語っていない。田中派の処遇を中心とする党内各派のバランスに苦慮していたことや米国政権に不信感を持たれ日米関係がこじれたこと、昭和59年度の赤字国債脱却目標が困難になったことなど、内政・外交の行き詰まりも背景にあるとされている。内閣官房長官だった宮澤喜一は退陣後に「なぜあそこで辞めたのですか」と何度となく鈴木に聞いた。答えはいつも「大政党の政権交代は平和裏に動くべきものだ。党内がそれに反する動きになってはいけないと考えた」だった。日本経済新聞で連載した「私の履歴書」で宮沢はこう記していた。一方で、外遊のたびに首相臨時代理に中曽根康弘を指名して後継候補であることを示し政争の芽を予め摘んでおくなど、引き際の調整力は巧みであった。首相在任記録は864日間で、同日選をきっかけに就任したこともあり、在任中に大型国政選挙を経験しなかった。これは日本国憲法下では最長記録である。退任後自由民主党最高顧問。

### 長老として
鈴木には中曽根に対して政権を譲ったという意識があったが、中曽根が田中派一辺倒の姿勢を採り、またしばしば鈴木政権時代の外交を批判したため、中曽根および長年の田中角栄との関係が悪化した。そのため二階堂擁立構想を仕掛けて田中・中曽根体制の転覆を図ったが失敗し、擁立に加わった福田赳夫などと共に影響力を低下させた。1986年（昭和61年）、宏池会会長職を宮澤喜一に譲る。これは派内で宮澤のライバルだった田中六助の死去を受けたものであり、また中曽根の後継総裁争いに備えたものだった。1990年（平成2年）に鈴木は政界を引退した。

### 晩年
1992年（平成4年）2月、共和汚職事件に絡み国会の衆議院予算委員会に参考人招致された際に「カネは善意の保管者として預かった」などと発言し、物議をかもした。
2002年（平成14年）9月30日、長男の衆議院議員・鈴木俊一が第1次小泉改造内閣で環境大臣として初入閣した。91歳の鈴木はテレビカメラの前で自宅の炬燵にあたり、寝ころんでテレビの報道を見ながら「大臣になってうれしいよ」と語った。
2004年（平成16年）7月19日、肺炎のため東京都新宿区の国立国際医療センターで死去した、93歳。墓所は山田町龍昌寺。死後、正二位・大勲位菊花大綬章が贈られた。1995年に福田赳夫が死去してから自身が死去するまで、首相経験者では最古参かつ最高齢であり、明治生まれの首相経験者としては最後の生存者だった。

### 影響と評価
渡邉恒雄が「鈴木さんの首相就任直後から日米関係がぎくしゃくし、財政再建もうまくいかない。支持率の急落もあって、2年余りで政権を投げ出そうとしていた。」と述べた通り、日米関係の悪化は鈴木内閣の失点とされることが多いが、中曽根内閣では、それをテコに日米関係修復に努めていくことになり、結果的に日米同盟は強化された。鈴木の党内融和と行政改革推進の方針は継承され、鈴木の「和の政治」は、鈴木退陣後の自民党内抗争にも大きな影響を与えた。1970年代の角福戦争のような怨念も絡んだ抗争が繰り広げられることは無くなった。一方、派閥リーダーでもなく調整型でこれといったビジョンの持ち主でもなかった鈴木が首相となったこと自体が、後々まで影響したという指摘も多い。八幡和郎は「誰でも首相になれるという前例になり政治を劣化させた」と評している。同様に池上彰は「大平正芳氏が逝去して、首相のポストが転がり込んできた鈴木善幸氏が、自民党のなかで『誰でも首相になれる』という印象を最初につけた人だった気がします。鈴木さんは外交に疎く、日米同盟についての国会答弁でしどろもどろになってしまったのを覚えています。」と評している。

## 略歴
- 1911年（明治44年）：岩手県山田町に父・鈴木善五郎、母・ひさの長男として生まれる。
- 1935年（昭和10年）：農林省水産講習所（現・東京海洋大学）卒業、大日本水産会、全国漁業組合連合会、県漁業組合連合会などに勤務。
- 1947年（昭和22年）：日本社会党から第23回衆議院議員総選挙に出馬、初当選。
- 1948年（昭和23年）：社会党を離党、社会革新党結成に参加、秋に民主自由党（のちの自由党・自由民主党）に入党。
- 1960年（昭和35年）：池田勇人内閣の郵政大臣で初入閣。
- 1964年（昭和39年）：内閣官房長官就任。
- 1965年（昭和40年）：厚生大臣就任。
- 1968年（昭和43年）：自民党総務会長就任。
- 1972年（昭和47年）：自民党総務会長就任。
- 1976年（昭和51年）：農林大臣就任。農林水産省への名称変更を閣議で提案。当時から新人代議士で富士急創業者一族の堀内光雄を可愛がった。
- 1979年（昭和54年）：自民党総務会長就任。
- 1980年（昭和55年）：自民党総裁・内閣総理大臣就任。
- 1982年（昭和57年）：内閣総理大臣辞任。
- 1990年（平成2年）：政界引退（通算当選16回）
- 2000年（平成12年）：宏池会分裂（加藤の乱）、宮澤喜一とともに堀内・古賀誠・愛息の俊一属す反加藤派を支持。
- 2004年（平成16年）7月19日：午後9時15分死去、93歳没

## 栄典
- 2004年（平成16年）7月19日： 大勲位菊花大綬章

## 家族・親族
- 妻：鈴木さち
- 長男：鈴木俊一
- 三女：麻生ちか子（麻生太郎に嫁ぐ）

## 著書
- 『伊谷以知二郎伝』大日本水産会、1939年3月30日。
なおこの著作は直木賞作家の綱淵謙錠、日本現代詩歌文学館館長の太田俊穂らが高く評価している[16]。